# ミシェル・フルニレ
ミシェル・フルニレ（Michel Fourniret、1942年4月4日 - 2021年5月10日）は、フランスの連続殺人犯。
アルデンヌのオーガとして知られ、1987年から2003年のあいだにフランスとベルギーで12人を殺害したことを自白した。

## 概要
セダン出身で、セダンを含めたアルデンヌ県を中心に活動。フランスとベルギーを行き来しながら、主に若い女性をターゲットに犯行した。初めのうちはアルデンヌの森林管理員（Forestier des Ardennes）という愛称で呼ばれていたが、徐々にアルデンヌのオーガ（l'Ogre des Ardennes）、またはアルデンヌの殺人犯（Tueur des Ardennes）などと呼ばれるようになる。
17年のブランク（後述）の末、2003年6月にベルギーでの犯行に失敗して逮捕される。捜査の過程でフルニレがフランスで犯した犯罪も明らかとなり、2006年1月9日フランスに送還され、両国の合意で全ての犯行を裁判で判断することとなった。その結果、7人を殺害した疑いでフルニレには終身刑が宣告された。

## 人物
労働者階級の環境で幼少期を過ごす。金属加工労働者の父はアルコール依存症の症状があり 、母はフルニレの4、5歳時にフルニレと近親相姦をしていたことが知られている。さらに、フルニレには姉（ユゲット）と妹（アンドレ）がいた。
学生時代の仲間の学生によると、フルニレには窃盗癖があり、24歳の頃から何度か逮捕されている。学校を卒業した後は大工やフライス工などの技術職を転々としていたという。
1964年に結婚して子をもうけるが、後に離婚。1970年に再婚する。
1966年から1973年の間にナントとヴェルダンなどで犯した暴力罪で実刑を宣告される。また、1984年 3月25日の暴力と窃盗の疑いで逮捕され、1987年6月26日に懲役5年の実刑を宣告される。 二番目の妻からも離婚を求められると、1987年10月の釈放後は刑務所で知りあい、以前から同居していたモニク・オリヴィエ（Monique Olivier）とともにヨンヌ県に移住する。そして、オリヴィエもその後のフルニエの犯行に加担するようになる（後述）。

## 自供した事件
- 1987年12月11日、オセールで下校中に行方不明になったイザベル・ラヴィル（Isabelle Laville、当時17歳）は、19年後の2006年7月にオセールから約20km離れたビュシー・アン・オトの井戸の中で遺体で発見される[10]。警察はフルニレの証言に基づいて、調査のために詰まっていた井戸を地下30メートルまで調べなければならなかった。また、この事件はしばらくこの地方で活動していた別の連続殺人犯であるエミール・ルイの犯行とみなされていた[8]。
- シャロン＝アン＝シャンパーニュで行方不明になったファビアンヌ・ルロワ（Fabienne Leroy、当時20歳）は、フルニレに性的暴行を受けたあと、胸を銃で撃たれ殺害。後にモルメロン・ル・グランの軍事演習場近くの森の中で遺体で発見された[7]。
- 1989年3月18日、シャルルヴィル・メジエールで行方不明になったジャンヌマリー・デラモウ（Jeanne-Marie Desramault、当時21歳）は、フルニエの私有地内で遺体で発見された。フルニレはオリヴィエと列車にのっている途中に彼女に出会い、誘拐していた[7]。
- 1989年12月20日、ベルギーのサン・セルヴェでエリザベート・ブリシェ（Élisabeth Brichet、当時12歳）が行方不明になった。フルニエとオリヴィエは友人の家から出てくるブリシェを監視し、「病院に行きたいので同行してくれ」と嘘の頼みをして誘拐した[7]。その後、フルニエはブリシェに性的暴行を加え、自宅に戻った後に殺害した[11]。 2004年7月3日にフルニレがブリシェを自分の私有地に埋葬したと自供するまで、この事件は マルク・デュトルーの犯行と誤認されていた[7]。
- 1990年11月24日、ナント教会のレゼで行方不明になったナターシャ・ダネ（Natacha Danais、当時13歳）は、裁判所に召喚されてナントに来ていたフルニレとオリビエに誘拐され[12]、数日後ナントから70kmほど離れたブレム・シュル・メールの海岸で暴行された遺体で発見された[7]。事件当時は、フルニエと同様の車を持っていた近隣住民だった政治活動家ジャン・グロワが容疑者として指名手配、逮捕された。なおグロワは、本事件に関する家宅捜索中にETAの組織員と推定される3人に発見され、逮捕された数週間後に刑務所で自殺した。
- フルニレと刑務所でともに収監されていたことがあるジャン=ピエール・エルグアルク（Jean-Pierre Hellegouarch）の知人であるファリダ・アミシュ（Farida Hamiche）は、1990年にフルニレに殺害された。フルニレはアミシュが持っていた金を奪う目的で殺害した。一方、アミシュの遺体は最終的に発見されていないため、裁判からは除外された[7]。
- 2000年、バカロレアを受験するためにシャルルヴィル・メジエールに移住してきたセリーヌ・セゾン（Céline Saison、当時18歳）が行方不明になり、ベルギーで遺体で発見された[7][8]。
- 2001年5月5日、タイ系フランス人であるマニャナ・テュンポン（Manyana Thumpong、当時13歳）が図書館から帰宅途中に行方不明になり、ベルギーで遺体で発見された[7][13]

## 17年の空白期間
フルニレは、1987年に釈放された後多数の犯行を実行したにもかかわらず、逮捕されるまで約17年の間に全く捜査を受けなかった。その理由として次の項目が挙げられる。
- フルニレが犯したあらゆる犯行の相互関係が不明瞭だった。
- フランスからベルギーまで国境を越え犯行が行われたため、行動範囲がわからなかった。
- 犯行場所がナント市、ヨンヌ県、アルデンヌ県など、どれもお互いに離れた場所であった。
- 殺害手法が継続的に変わっており、連続殺人に分類されていなかった。
- また、発生場所に応じて、しばしば他の人が犯人と誤認された。例えばベルギーで起きた犯行は、 マルク・デュトルーが、ヨンヌ県で起きた犯行は、エミール・ルイが犯人として指摘された。
- フルニレは、周りに好印象を与えるために努力していた。実際に彼は、逮捕される6ヶ月前までベルギーの学校で警備員として働いていた。

一方、フランス警察はフルニレの逮捕後、イザベル・ラヴィル失踪事件、ヨンヌ県失踪事件（Disparues de l'Yonne→ヨンヌ県一帯での性的暴力事件）の捜査の過程で起きた様々なミスを調査した。その結果、一連の事件の関連人物としてフルニレが挙がっていなかった事実が明らかになり、ラヴィルの遺族は警察を非難した。

## 逮捕
- 2003年6月26日、フルニレは、ベルギーのシネイでマリー・アサンション（Marie-Ascension、当時13歳）を誘拐しようとしている途中にアサンションが脱出に成功し、警察に車のナンバープレートを教えたことで逮捕される。当時フルニレは62歳であった[14]。
- フルニレはセリーヌ・セゾンの事件とマニャナ・テュンポンの事件を最初に否定した。これはフルニレが他の事件を自供すればそれで十分であると判断したからと推定される。フルニレが2つの事件のことを自供したのは、長い尋問を受けてからの2004年7月1日のことだった[7]。
- 殺人の共犯容疑で投獄されたフルニレの元妻によると、フルニレは、1993年5月に自宅で働いていた16歳の女性を殺害したという。しかし、被害者の身元が不明であり、オリヴィエの証言に基づく調査が実施されたが最終的に遺体は発見されていない[7]。
- そのほかフルニレは、1980年代に金品を恐喝することを目的としたセールスマンに銃を撃ち、その後も放置して殺害したと自供した。被害者の遺体は2004年に発見されたがこの事件は裁判の対象ではないという[15] 。

## その後

### 精神状態
- 裁判所に提出した書類でフルニレは自らを、すべての人間の感情が排除された邪悪な存在である、と説明した[16]。また、尋問に対するフルニエの答えを分析したところ、自己中心的であること、良心の呵責を感じていないこと、被害者や遺族に対しての無関心であることなどが明らかとなった[17]。
- 1987年の裁判の中でフルニレは精神分析学者によって「被害者の処女に執着し、そのためなら自らの反社会的な性格を制御する危険な男」と評された[7]。
- フルニレは、処女に対する強迫観念を持っているとされている。実際、彼は捜査官に「処女の女性と結婚したことがないのが、自分の生活の中で最も絶望的な部分だ」と話している[9]。
- フルニレは被害者が買い物をする前に被害者の死体を埋めるための穴を掘っていたこと、またエリザベート・ブリシェ事件のように、目をつけた被害者が動くまで何時間も待っていたことなどから、彼の犯した一連の犯行が衝動や気まぐれによるものではないことが証明されている[7]。
- 一方で彼は物質的な利益のためなら非情な暴力行為も辞さなかった。例として、金を盗む目的で殺害したファリダ・アミシュ事件、財布を盗む目的のためにセールスマンを殺そうと試みたり、国境守備隊の武器を盗んだりしたことが挙げられる[7]。
- フルニレはしばしば「賢く、用意周到で、計算的な人」と、マスコミから評されている[7][8][9]。一方で、2001年4月にフルニレは拉致目的で若い女性を自分の車に連れ込もうとするのに失敗し、数時間後に相手と場所を変え手法は変えずに犯罪を試みたことがある。これに対してフルニレの初期犠牲者の一人であるデナ・ル・ゲナン（Dahina Le Guennan）は「フルニレが本当にスマートで用意周到な人だったら、同じ車で続けて犯行したり、複数の被害者に自分の名前を明かすなどの行動はしていない」と指摘した[8]。

### 裁判の経過
フルニレに対する裁判は、2008年3月27日から5月28日まで開かれた。フルニエは数回に渡って黙秘権を行使した。のちにフルニレとオリヴィエはシャルルヴィル＝メジエールの刑務所に収容された。
2ヶ月に渡る裁判を通じて、フルニレには軽減措置なしの終身刑が、オリヴィエは28年の確定期間付きの終身刑がそれぞれ宣告された。 二人ともこれに対して控訴をしなかったため刑は確定し、フルニレはシャロン＝アン＝シャンパーニュに、オリヴィエはヴァランシエンヌにそれぞれ移された。フルニレはアルザス地方のエンシスハイム刑務所、次いでフレンヌのフレンヌ刑務所にて服役し続けた。
2010年7月2日、シャルルヴィル=メジエール裁判所は、フルニレとオリヴィエの離婚を宣告した。
フルニレとオリヴィエは現在も複数の殺人事件で訴えられており、いまだ調査中である。

### 死去
2021年5月10日、呼吸器疾患のため、パリのサルペトリエール病院に緊急搬送され、死去した。79歳没。